# Sebastian Gajewski
Sebastian Gajewski (ur. 22 marca 1988 w Warszawie) – polski radca prawny i nauczyciel akademicki, doktor habilitowany nauk prawnych, profesor Europejskiej Wyższej Szkoły Prawa i Administracji, w latach 2019–2023 członek Trybunału Stanu, od 2023 podsekretarz stanu w Ministerstwie Rodziny, Pracy i Polityki Społecznej.

## Życiorys
Syn Magdy i Mirosława. W 2012 ukończył z oceną celującą studia prawnicze na Wydziale Prawa i Administracji Uniwersytetu Warszawskiego. W 2016 obronił tam z wyróżnieniem napisaną pod kierunkiem Aleksandry Wiktorowskiej pracę doktorską (specjalność: prawo administracyjne) pt. Kształtowanie granic jednostek samorządu terytorialnego. Zagadnienia administracyjnoprawne. W 2022 uzyskał stopień doktora habilitowanego nauk prawnych na podstawie rozprawy pt. Postępowanie o świadczenia emerytalno-rentowe. Studium z zakresu postępowania administracyjnego.
Jest autorem lub współautorem ponad 90 publikacji naukowych. W pracy naukowej zajmuje się prawem i postępowaniem administracyjnym oraz sądową kontrolą administracji, a także prawem konstytucyjnym i prawem zabezpieczenia społecznego. Publikował m.in. w „Orzecznictwie Sądów Polskich”, „Samorządzie Terytorialnym”, „Finansach Komunalnych”, „Przeglądzie Prawa Publicznego”, „Zeszytach Naukowych Sądownictwa Administracyjnego”, „Studiach Prawa Publicznego”, „Studia Iuridica”, „Glosie”, „Przeglądzie Ustawodawstwa Gospodarczego”, „Palestrze”, „Administracji. Teorii. Dydaktyce. Praktyce”, „Opolskich Studiach Administracyjno-Prawnych”, „Z Zagadnień Zabezpieczenia Społecznego”. Wchodzi w skład kolegiów i rad czasopism naukowych: "Polityka Społeczna", "Ubezpieczenia Społeczne. Teoria i praktyka" oraz "Rynek Pracy".
Był wykładowcą m.in. na Wydziale Prawa i Administracji Uniwersytetu Warszawskiego, w Wyższej Szkole Informatyki, Zarządzania i Administracji w Warszawie, Wyższej Szkole Bankowej w Warszawie oraz Europejskiej Wyższej Szkole Prawa i Administracji w Warszawie. Obecnie jest zatrudniony na stanowisku profesora uczelni w Katedrze Prawa Administracyjnego, Gospodarczego i Finansów Publicznych na tej uczelni. Wykonuje zawód radcy prawnego.
Pracował jako asystent sędziego Naczelnego Sądu Administracyjnego. Był zatrudniony w administracji samorządowej, współpracował też z Instytutem Pracy i Spraw Socjalnych. Wchodził w skład Komitetu ds. Interpretacji, Stanowisk i Wyjaśnień przy Prezesie Zakładu Ubezpieczeń Społecznych. Był ekspertem działającego przy Prezesie Rady Ministrów Międzyresortowego Zespołu do spraw Opracowania Systemu Orzekania o Niepełnosprawności oraz Niezdolności do Pracy. Pełni funkcję przewodniczącego Rady Bibliotecznej Głównej Biblioteki Pracy i Zabezpieczenia Społecznego. Doradza organom administracji publicznej. Sporządzał opinie dla różnych organów władzy publicznej, w tym w procesie legislacyjnym. 
Związał się z Sojuszem Lewicy Demokratycznej. Został członkiem zarządu związanego z SLD think tanku Centrum im. Ignacego Daszyńskiego. Jest członkiem Nowej Lewicy, wchodzi w skład władz krajowych tej partii.
Z listy SLD w 2010, 2014 i 2018 kandydował do rady dzielnicy Praga-Południe, w 2011 i 2015 do Sejmu, a w 2024 do sejmiku województwa mazowieckiego.
21 listopada 2019 wybrany przez Sejm IX kadencji na członka Trybunału Stanu (z rekomendacji klubu Lewicy) w kadencji 2019–2023. W grudniu 2023 został powołany na stanowisko podsekretarza stanu w Ministerstwie Rodziny, Pracy i Polityki Społecznej. W styczniu 2024 został powołany przez prezydenta w skład Rady Dialogu Społecznego.

## Wybrane publikacje
- Postępowanie o świadczenia emerytalno-rentowe. Studium z zakresu postępowania administracyjnego, C.H. Beck, Warszawa 2020, ss. 636.
- Ustawy samorządowe. Komentarz. Komentarz do ustawy o samorządzie gminnym, ustawy o samorządzie powiatowym, ustawy o samorządzie województwa, ustawy o ustroju miasta stołecznego Warszawy oraz ustawy o lecznictwie uzdrowiskowym, obszarach ochrony uzdrowiskowej i gminach uzdrowiskowych, C.H. Beck, Warszawa 2018 (redakcja naukowa z A. Jakubowskim), ss. 1192
- Ustawy samorządowe. Nowe instytucje, C.H. Beck, Warszawa 2018, ss. 138
- Kodeks postępowania administracyjnego. Nowe instytucje (komentarz do rozdziałów 5a, 8a, 14 oraz działów IVa i VIIIa KPA), C.H.Beck, Warszawa 2017, ss. 160
- Programy rządowe. Studium administracyjnoprawne, Wydawnictwo Uniwersytetu Warszawskiego, Warszawa 2017, ss. 254
- Prawo o zgromadzeniach. Komentarz, C.H.Beck, Warszawa 2017 (współautor: A. Jakubowski), ss. 258
- Petycje, skargi, wnioski. Komentarz do ustawy o petycjach i działu VIII Kodeksu postępowania administracyjnego, C.H. Beck, Warszawa 2015 (współautor: A. Jakubowski), ss. 213
- Ustawa o organizowaniu i prowadzeniu działalności kulturalnej. Komentarz, wyd. 2, C.H. Beck, Warszawa 2016 (współautor: A. Jakubowski), ss. 299
- Ustawa o organizowaniu i prowadzeniu działalności kulturalnej. Komentarz, wyd. 1, C.H. Beck, Warszawa 2015 (współautor: A. Jakubowski), ss. 266
- Ustawa o opiece nad dziećmi w wieku do lat 3. Komentarz, Wolters Kluwer, Warszawa 2014 (współautor: A. Jakubowski), ss. 223
- Argument z linii orzeczniczej w orzecznictwie sądów administracyjnych, Wydawnictwo Uniwersytetu Warszawskiego, Warszawa 2015 (współautor: A. Jakubowski), ss. 170